# Vizcondado de Cabañas
El vizcondado de Cabañas es un título nobiliario español creado el 17 de enero de 1664 por el rey Felipe IV a favor de Fernando Gaspar de la Riva Herrera y González de Acevedo
El 24 de mayo de 1673, el rey Carlos II, le concedió el marquesado de Villatorre.
Su denominación hace referencia a la localidad de Las Cabañas de Castilla, provincia de Palencia.

## Vizcondes de Cabañas

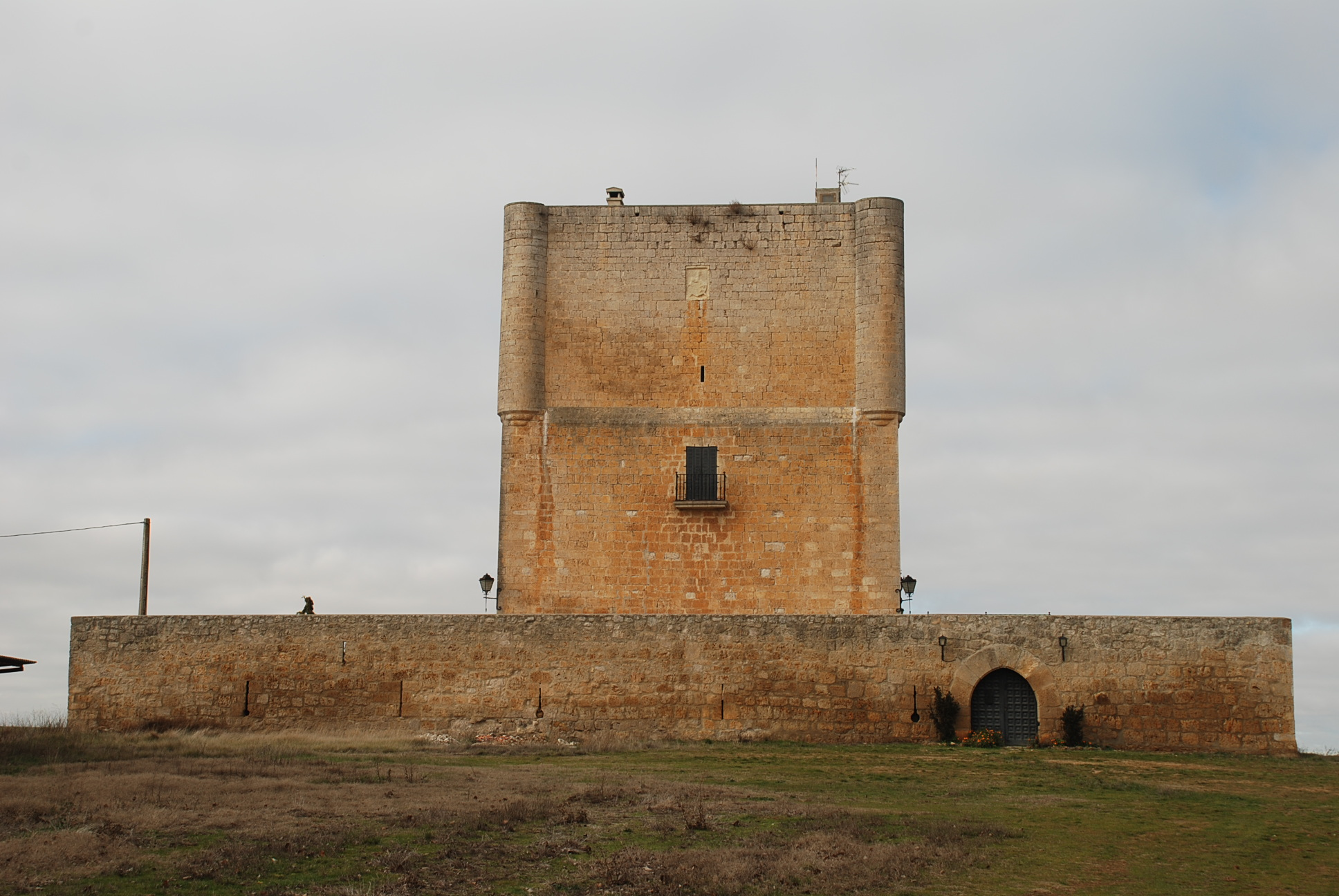
Castillo de Las Cabañas de Castilla (Palencia).

|                        | Titular                                                   | Periodo                |
| Creación por Carlos II | Creación por Carlos II                                    | Creación por Carlos II |
| ---------------------- | --------------------------------------------------------- | ---------------------- |
| I                      | Fernando Gaspar de la Riva Herrera y González de Acevedo  | 1664-¿?                |
| II                     | Fernando de la Riva-Herrera y Gómez Esprilla              | ¿?-¿?                  |
| III                    | Fernando de la Riva-Herrera y Rivero                      | ¿?-1715                |
| IV                     | Bernarda Teresa de Bergaño Arredondo y de la Riva-Herrera | 1715-¿?                |
| V                      | Antonio Fernando de Bustamante Bergaño                    | ¿?-1742                |
| VI                     | Antonia de Bustamante y Alsedo                            | 1742-1806              |
| VII                    | Felipe Bustamante y Bustamante                            | 1806-¿?                |
| VIII                   | Antonio Bustamante Vélez de la Guerra                     | ¿?-1831                |
| IX                     | Alfonso Bustamante y Casaña                               | 1917-c.1949            |
| X                      | Margarita Bustamante y Pintó                              | 1957-1961              |
| XI                     | Álvaro de Bustamante y Polo de Bernabé                    | 1953-1975              |
| XII                    | Ramón Bustamante y de la Mora                             | 1977-actual titular    |

## Historia de los vizcondes de Cabañas
- Fernando Gaspar de la Riva Herrera y González de Acevedo (n. Santander, 1614) I vizconde de Cabañas, I marqués de Villatorre,[1] caballero de la Orden de Santiago, señor de las casas de Herrera en Heras, de los Riva-Herrera en Gajano y de Acevedo en Término, merino mayor de Trasmiera, veedor general de los ejércitos, alcalde mayor del castillo de Hano de la villa de Santander, señor de las Cabañas de Castilla, miembro del consejo de Contaduría Mayor de las Reales Armadas del Océano.[1] Era hijo de Francisco de Riva-Herrera y Navarro Vereterra, y de María González de Acevedo.[3]

Casó con Antonia Gómez Esprilla. Le sucedió su hijo:
- Fernando de la Riva-Herrera y Gómez Esprilla, II vizconde de Cabañas, II marqués de Villatorre  y caballero de la Orden de Calatrava.[4]

Casó en 1674 con Manuela Josefa Gómez del Rivero de la Concha (m. Madrid, 20 de agosto de 1706). Le sucedió su hijo:
- Fernando de la Riva-Herrera y Rivero (m.  1715), III vizconde de Cabañas, III marqués de Villatorre, coronel de infantería, merino mayor de Trasmiera, capitán de las guardias del principado de Cataluña.[7]

Sin descendientes. Le sucedió su prima:
- Bernarda Teresa de Bergaño Arredondo y de la Riva-Herrera,  IV vizcondesa de Cabañas y IV marquesa de Villatorre.[9] Era hija de Fernando de Bergaño de la Riva-Herrera y de Manuela de Arredondo y Agüero.[10]

Casó, en 1701, con Felipe de Bustamante y García Tollo (n. Potes, 1673), caballero de la Orden de Santiago y capitán de caballos corazas, hijo de Antonio de Bustamante y Herrera y de Beatriz García Tollo. Le sucedió su hijo:
- Antonio Fernando de Bustamante Bergaño (Quijas, 1 de julio de 1705-22 de marzo de 1742), V vizconde de Cabañas y V marqués de Villatorre.[13]

Casó en primeras nupcias en 1728 con María Luisa Vélez Cachupín, que falleció ese mismo año.  Contrajo un segundo matrimonio en 1732 con María Josefa Alsedo Campuzano (Granada, 21 de octubre de 1711-1741), hija de José de Alsedo Campuzano, I marqués de Villaformada, y de Josefa Gómez de Rivera Castells Ros. Le sucedió su hija del segundo matrimonio:
- Antonia de Bustamante y Alsedo (Santander, 2 de marzo de 1736-Santander, 12 de junio de 1806), VI vizcondesa de Cabañas, VI marquesa de Villatorre y IV marquesa de Villaformada.[15]

Casó  en primeras nupcias en 1748, en León, con su tío Fernando de Bustamante y Bergaño. Contrajo un segundo matrimonio con Francisco de Alsedo y Agüero, padres de, entre otros, Francisco de Alsedo y Bustamante, héroe que falleció en la batalla de Trafalgar en 1805.  Le sucedió su hijo del primer matrimonio:
- Felipe Bustamante y Bustamante (n. Quijas, 1753), VII vizconde de Cabañas y VII marqués de Villatorre.[16]

Casó con Bárbara Vélez de la Guerra de la Vega. Le sucedió su hijo:
- Antonio Bustamante Vélez de la Guerra (Reinosa, 20 de octubre de 1785-Valladolid, 2 de diciembre de 1831), VIII vizconde de Cabañas[17][18] y VIII marqués de Villatorre.[19][2]

Casó en 1812, en Palma de Mallorca, con Silvina Campaner y de la Vega Verdugo, (Orihuela, 1790-Santander, 13 de abril de 1856), hija  de Nicolás Campaner Sastre de la Geneta y de María Antonia Fernández de la Vega Verdugo, hija de los condes de Alba Real del Tajo. Su nieto, hijo de Antonio Mariano Bustamante y Campaner, X marqués de Villatorre, y de Margarita Casaña del Mazo, le sucedió por rehabilitación del título:
Rehabilitado en 1917 por:
- Alfonso Bustamante y Casaña (Santander, 12 de mayo de 1860-antes de noviembre de 1949), IX vizconde de Cabañas y militar del cuerpo de artillería.[21]

Casó con María Dolores Pintó y Lara. Le sucedió su hija quien, en noviembre de 1949, solicitó la convalidación de la sucesión en el vizcondado de Cabañas por fallecimiento de su padre.
- Margarita Bustamante y Pintó, X vizcondesa de Cabañas por decreto del 12 de abril de 1957.[23] Tres días más tarde, el 15 de abril de 1957, su primo hermano, Álvaro de Bustamante y Polo de Bernabé, presentó una demanda «sobre mejor derecho al uso y disfrute del Título de Vizconde de Cabañas». Por sentencia del 30 de enero de 1958, se declaró «el precedente derecho genealógico del actor frente a la demandada para poseer, usar y disfrutar el citado título nobiliario». La sentencia fue confirmada por la Audiencia Territorial de Valladolid el 8 de noviembre de 1958. Margarita Bustamante y Pintó formalizó recurso de casación por infracción de Ley contra la sentencia de la Audiencia que el tribunal Supremo desestimó en sentencia de 20 de mayo de 1961.[18]

Casó con Nicolás Gereda y Velarde. Le sucedió su primo hermano, hijo de Ramón Bustamante y Casaña y de su esposa María del Pilar Polo de Bernabé y Ruiz de la Prada.
- Álvaro de Bustamante y Polo de Bernabé (1909-Madrid, 19 de marzo de 1975),  XI vizconde de Cabañas[24] y XIV marqués de Villatorre[25][23]

Casó con Pilar de la Mora y Garay. Le sucedió en 1977, su hijo:
- Ramón de Bustamante y de la Mora (n. Madrid, 28 de enero de 1948),[26] XII vizconde de Cabañas[26][27] y XV marqués de Villatorre,[26][28]

Casó el 6 de julio de 1974, en Madrid, con Pilar Piñeyro y Escrivá de Romaní (n. Madrid, 18 de enero de 1952), hija de Lorenzo Piñeyro y Fernández de Córdoba, XI marqués de Bendaña, grande de España, y de su esposa María del Perpetuo Socorro Escrivá de Romaní y Patiño. Padres de Álvaro, Inés y Javier Bustamante y Piñeyro.